# کلیسای نیکوغایوس
کلیسای نیکوغایوس مقدس (به ارمنی: Սուրբ Նիկողայոս եկեղեցի) مربوط به دوره صفوی است و در اصفهان، نو جلفا، محله قاراکل، کوچه خواجه عابد واقع شده و در سال ۱۶۳۰م بنا شده‌است. این اثر در تاریخ ۱۰ خرداد ۱۳۸۲ با شمارهٔ ثبت ۹۰۷۱ به‌عنوان یکی از آثار ملی ایران به ثبت رسیده‌است.

## معماری کلیسا
کلیسا با پلانی مستطیل شکل در جهت شرقی-غربی قرار گرفته و سقف و گنبد آن بر ستونهای پهن متصل به دیوارهای جانبی تکیه کرده‌است.
این ستونها فضای داخلی کلیسا را به سه بخش مرتبط با یکدیگر تقسیم کرده‌اند. گنبد اصلی کلیسا با هشت نورگیر در بالای بخش میانی قرار گرفته. ناقوس خانه نیز در بخش غربی و بر روی سقف بنا واقع شده. در بخش شرقی نیز محراب با دو اتاقک چهارگوش در دو سوی آن قرار گرفته‌است.
مصالح به کار رفته در ساختمان عبارت اند از خشت و آجر. دیوارهای داخلی بنا با گچ پوشانده و در برخی قسمتها با خطوط هندسی تزیین شده‌اند.
در سمت شمال شرقی کلیسا، نمازخانه استپانوس مقدس واقع شده که در سال ۱۷۷۴ میلادی ساخته شده‌است.
در حیاط کلیسا نیز قبر خواجه میناس قرار دارد که به دستور نادرشاه کشته شد.

## عکس
- عکس از حیاط کلیسا
- عکس از فضای داخلی کلیسا